# 巴伊拉克广播电视公司
巴伊拉克广播电视公司（土耳其語：Bayrak Radyo Televizyon Kurumu）是北塞浦路斯土耳其共和国官方的广播电视媒体，创立于1963年12月25日。

## 历史
“巴伊拉克”在土耳其语中意为“旗帜”。巴伊拉克广播电视公司历史可追溯于1963年12月25日开播的巴伊拉克广播电台，由于当时塞浦路斯两大民族——希腊族、土耳其族因制宪分歧而发生严重的种族流血冲突，塞浦路斯广播公司的土耳其人职员被解雇，土耳其人一直迫切需要自己的广播机构，巴伊拉克电台的来播亦源于此。
巴伊拉克电台最初是一个秘密电台，针对以希腊人为主的塞浦路斯共和国政府，发射设备一开始设在尼科西亚的一所房子的后院一个小车库。1964年2月信号可覆盖全岛范围，到了1966年的时候已经使用土耳其语、英语、希腊语播音。
1974年在土耳其入侵塞浦路斯以后，巴伊拉克电台被改组为公司，名为巴伊拉克广播电视公司。
1976年7月19日，巴伊拉克广播电视公司首次开播电视节目，最初为黑白画面，1979年改为彩色电视节目播出。
1997年，巴伊拉克广播电视公司开通官方网站。

## 频道
巴伊拉克广播电视公司每天制作并播放新闻、体育、艺术、女性、讲座、教育、文化、娱乐等各类节目，现有两个电视频道，六个广播频率。

### 电视
- BRT1：土耳其语频道
- BRT2：英语频道（已停播）

### 广播
- BAYRAK RADYOSU（FM 102）
- BAYRAK INTERNATIONAL（FM 105）
- BAYRAK FM（FM 92.1）
- BAYRAK KLASİK（88.4）
- BAYRAK TÜRK MÜZİĞİFM（94.6）
- BAYRAK RADYO HABERFM（100.1）